# 弗魯米嫩塞共和黨
弗鲁米嫩塞共和党（葡萄牙語：Partido Republicano Fluminense，缩写为PRF）是巴西歷史上一個政黨，成立於1888年。弗魯米嫩塞共和黨的根據地在里約熱內盧州，曾於1909年至1910年期間成為執政黨，之後再無執政。1930年被巴西總統热图利奥·瓦加斯取締。